# Atlanta Flames
Atlanta Flames var en professionell ishockeyklubb från Atlanta i Georgia, USA, startad 1972 och upplöst 1980 då klubben flyttades till Calgary i provinsen Alberta och blev Calgary Flames. Klubben spelade i NHL. Klubbnamnet kommer från då USA:s armégeneral William Tecumseh Sherman 1864, under det amerikanska inbördeskriget, såg till att Atlanta evakuerades, för att därefter ge order om att sätta hela staden i brand.

## Historia
Atlanta Flames kom till tack vare reaktionen som skapade World Hockey Association som konkurrerade med NHL under 1970-talet. 1971 startades ett andra lag i New York, New York Islanders, för att på ett lagligt sätt hålla WHA:s New York Raiders utanför den nybyggda arenan Nassau Coliseum. För att jämna ut spelschemat fick ägargruppen av NBA-laget Atlanta Hawks uppdraget att starta ett ishockeylag kallat Flames.
Tiden i Atlanta var framgångsrik jämfört med andra nya NHL-lag. Man nådde slutspelet sex av de åtta år laget var baserat i Atlanta. Laget led dock av sviktande ekonomi delvis för att arenan Omni Coliseum var en av de sista som byggdes utan lounger.
1980 såldes laget till en grupp affärsmän från Calgary för 16 miljoner USD vilket var den högsta summan ett NHL-lag köpts för.
Kent Nilsson spelade för Atlanta Flames under sin debutsäsong i NHL 1979–80, klubbens sista säsong innan den blev Calgary Flames. Nilsson gjorde 40 mål och 93 poäng på 80 matcher säsongen 1979–80.

### Säsong för säsong
M = Spelade matcher, V = Vinster, F = Förluster, O = Oavgjorda, P = Poäng, GM = Gjorda mål, IM = Insläppta mål, Utv. = Utvisningsminuter
| Season  | M   | V   | F   | O   | P   | GM   | IM   | Utv. | Grundserie         | Slutspel                                         |
| 1972–73 | 78  | 25  | 38  | 15  | 65  | 191  | 239  | 852  | 7:a i West Div.    | Missade slutspel                                 |
| 1973–74 | 78  | 30  | 34  | 14  | 74  | 214  | 238  | 841  | 4:a i West Div.    | Utslaget i första rundan mot Philadelphia Flyers |
| 1974–75 | 80  | 34  | 31  | 15  | 83  | 243  | 233  | 915  | 4:a i Patrick Div. | Missade slutspel                                 |
| 1975–76 | 80  | 35  | 33  | 12  | 82  | 262  | 237  | 928  | 3:a i Patrick Div. | Utslaget i första rundan mot Los Angeles Kings   |
| 1976–77 | 80  | 34  | 34  | 12  | 80  | 264  | 265  | 889  | 3:a i Patrick Div. | Utslaget i första rundan mot Los Angeles Kings   |
| 1977–78 | 80  | 34  | 27  | 19  | 87  | 274  | 252  | 984  | 3:a i Patrick Div. | Utslaget i första rundan mot Detroit Red Wings   |
| 1978–79 | 80  | 41  | 31  | 8   | 90  | 327  | 280  | 1158 | 4:a i Patrick Div. | Utslaget i första rundan mot Toronto Maple Leafs |
| 1979–80 | 80  | 35  | 32  | 13  | 83  | 282  | 269  | 1048 | 4:a i Patrick Div. | Utslaget i första rundan mot New York Rangers    |
| Totalt  | 636 | 268 | 260 | 108 | 644 | 2057 | 2013 | 7615 |                    |                                                  |